# UPP2
UPP2 (англ. Uridine phosphorylase 2) – білок, який кодується однойменним геном, розташованим у людей на 2-й хромосомі. Довжина поліпептидного ланцюга білка становить 317 амінокислот, а молекулярна маса — 35 527.
| 10         |  | 20         |  | 30         |  | 40         |  | 50         |
| ---------- |  | ---------- |  | ---------- |  | ---------- |  | ---------- |
| MASVIPASNR |  | SMRSDRNTYV |  | GKRFVHVKNP |  | YLDLMDEDIL |  | YHLDLGTKTH |
| NLPAMFGDVK |  | FVCVGGSPNR |  | MKAFALFMHK |  | ELGFEEAEED |  | IKDICAGTDR |
| YCMYKTGPVL |  | AISHGMGIPS |  | ISIMLHELIK |  | LLHHARCCDV |  | TIIRIGTSGG |
| IGIAPGTVVI |  | TDIAVDSFFK |  | PRFEQVILDN |  | IVTRSTELDK |  | ELSEELFNCS |
| KEIPNFPTLV |  | GHTMCTYDFY |  | EGQGRLDGAL |  | CSFSREKKLD |  | YLKRAFKAGV |
| RNIEMESTVF |  | AAMCGLCGLK |  | AAVVCVTLLD |  | RLDCDQINLP |  | HDVLVEYQQR |
| PQLLISNFIR |  | RRLGLCD    |  |            |  |            |  |            |

A: Аланін

C: Цистеїн

D: Аспарагінова кислота

E: Глутамінова кислота

F: Фенілаланін

G: Гліцин

H: Гістидин

I: Ізолейцин

K: Лізин

L: Лейцин

M: Метіонін

N: Аспарагін

P: Пролін

Q: Глутамін

R: Аргінін

S: Серин

T: Треонін

V: Валін

Кодований геном білок за функціями належить до трансфераз, глікозилтрансфераз. 
Задіяний у такому біологічному процесі, як альтернативний сплайсинг. 